# Benson & Farrell
Benson & Farrell je studijski album ameriškega džezovskega kitarista Georgea Bensona in džezovskega saksofonista in flavtista Joeja Farrella, ki je izšel leta 1976 pri založbi CTI Records. Album je bil posnet takoj za Bensonovim albumom Breezin', a je izšel pred njim.

## Sprejem
Recenzor portala AllMusic, Scott Yanow, je album opisal kot "prijeten oz. nepozaben instrumentalni zmenek".

## Seznam skladb
Vse pesmi je napisal in uglasbil David Matthews, razen kjer je posebej napisano.
| Št. | Naslov                                             | Dolžina |
| --- | -------------------------------------------------- | ------- |
| 1.  | „Flute Song‟                                       | 6:05    |
| 2.  | „Beyond the Ozone‟                                 | 7:03    |
| 3.  | „Camel Hump‟                                       | 6:25    |
| 4.  | „Rolling Home‟                                     | 7:15    |
| 5.  | „Old Devil Moon‟ (Burton Lane, E.Y. "Yip" Harburg) | 9:23    |

## Glasbeniki
- George Benson – kitara (1, 3–5)
- Joe Farrell – flavta, bas flavta, sopran saksofon
- Eddie Daniels, David Tofani – alt flavta (1, 2, 5)
- Don Grolnick – električni klavir (1–4)
- Sonny Bravo – klavir (5)
- Eric Gale (1, 2), Steve Khan (3, 4) – guitar
- Gary King (track 5), Will Lee (1–4) – bas
- Andy Newmark – bobni (1–4)
- Nicky Marrero – tolkala
- Jose Madera – konge (5)
- Michael Collaza – timbales (5)
- David Matthews – aranžer

## Lestvice
| Leto | Lestvica              | Najvišja uvrstitev |
| ---- | --------------------- | ------------------ |
| 1976 | Billboard 200         | 100                |
| 1976 | Billboard R&B Albums  | 27                 |
| 1976 | Billboard Jazz Albums | 3                  |